# Требињско-фочанска регија
Требињско-фочанска регија се налази на југу Републике Српске. На западу и сјеверу је административна граница са Федерацијом Босне и Херцеговине (ентитетска граница). Регија на сјевероистоку граничи са Источносарајевско-зворничком регијом Републике Српске (општине Рудо и Ново Горажде).
На сјевероистоку, планином Јаворје, регија граничи са Србијом. На истоку регије је државна граница са Црном Гором. Ова граница је у највећој мјери природна. На југу регија граничи са Хрватском. На планини Орјен је тромеђа Босне и Херцеговине/Републике Српске, Хрватске и Црне Горе. Географски положај регије је повољан. Она представља природну везу између Републике Српске, Федерације Босне и Херцеговине, Црне Горе и југа Хрватске (трансгранични положај). Друмске саобраћајнице су у лошем стању, а недостатак жељезничкох пруга нам говори да овај положај није довољно искоришћен. 

## Рељеф
Регија се састоји од двије мезорегије. То су: Фочанска на сјеверу и Требињска на југу. 
Фочанску регију лине планина Високог босанскохерцеговачког крша: Трескавица, Лелија, Зеленгора, Волујак, Лебршник и Маглић. Обиљежје ових Динарских планина су високи, оштри, назубљени кречњачки врхови са стрмим странама. Између њих су дуге клисуре и дубоки кањони ријека Дрине, Таре, Сутјеске, Бистрице и Неретве. 
- Трескавица, планина у средишњем дијелу Босне и Херцеговине. Обрасла је густим шумама црногорице и бјелогорице, те бујним травама. На њој се налази доста језера која су богата кристално чистом водом и недирнутом околином. Највећи врх је Мала Ћаба, 2086 метара, мада многи извори наводе и 2.088 метара.

- Лелија, кршка планина, коју обиљежава пет шиљатих врхова, међу којима је и њен највећи врх, Велика Лелија, 2032 метара. Има доста шумских површина, које се најчешће састоје од букве, јеле и бора. Такође, на планини се налази доста јама и пећина. Дио Лелије припада Националном парку „Сутјеска“.
- Зеленгора, планина која се такође налази у саставу Националног парка „Сутјеска“. На њој се налази велики број извора бистре, питке и хладне воде, те више ледњачких језера („Горске очи“) од којих су најпознатија Котланичко језеро, Орловачко језеро, Штиринско језеро, Југово језеро, те Доње и Горње Баре. На планини нема сталних насеља, а велики дио планине покривају пашњаци и голети изнад горње границе густих шума. Највећи врх је Брегоч, 2015 метара.
- Волујак, планина у граничном подручју Републике Српске, Босне и Херцеговине и Црне Горе. Планина је богата буковом и четинарском шумом, изнад које се простиру пашњаци. Подножјем планине иде пут Фоча-Гацко. Највећи врх је Велика Власуља, 2337 метара.
- Лебршник, планина која се највећим дијелом налази у Републици Српској, а мањим дијелом у Црној Гори. У подножју планине се налази језеро Клиње. Такође је богата шумом. Највећи врх је Орловац, 1985 метара.
- Маглић, динарска планина између Републике Српске и Црне Горе. Обрастао је буковом и црногоричном шумом. Планина је богата водом, са бројним изворима од којих је најпознатији Царев До који никада не пресушује. Највећи врх је Велики Витао, 2396 метара.

Требињска регија је подручје типичних крашких облика рељефа. Истичу се била гатачке Бјелашнице, Бабе, Видуше и Леотара. Између њих су крашка поља: Невесињско, Гатачко, Дабарско и Попово поље. Крашки рељеф регије има велики број шкрапа, вртача, увала, јама и пећина. На сјеверу Требињске регије су дијелови Црвња и Вележа. То су планине Високог босанскохерцеговачког крша које се већим дијелом налазе у територији Федерације Босне и Херцеговине. 
- Бјелашница, кршка планина у средишњем дијелу Босне и Херцеговине. Популарна је по могућностима за планинарење, брдски бициклизам, те активности на води (рафтинг и кањонинг на оближњим ријекама), у зраку (параглајдинг), те на снијегу. За потребе XIV зимских олимпијских игара у Сарајеву, на Бјелашници су изграђени бројни спортски и туристички објекти, од којих се неки и данас користе. Највећи врх је 2067 метара надморске висине.

- Баба, планина у високој Херцеговини. На њој се налази велики број вртача и врела на јужној, стрмијој страни, те с ријетким шумама. Највећи врх је Дјед, 1735 метара.
- Леотар, планина која се налази у подручју општине Требиње. На врху Леотара се налази важан тв-одашиљач Радио телевизије Републике Српске (РС Леотар) који својим сигналом покрива читаво подручје Источне Херцеговине. Највећи врх је 1244 метара.
- Видуша, планина која се налази на југу Босне и Херцеговине. Има доста пашњака. Највећи врх је 1328 метара.

## Клима и биљни свијет
У регији издвајамо три типа климе. То су: умјереноконтинентална, планинска и средоземна клима. Умјереноконтинентална клима влада у нижим планинским предјелима, котлинама ријека и крашким пољима у централном дијелу ријеке. Биљни свијет чине листопадне шуме букве, храста, граба као и травна вегетација. Планинска клима влада на планинама Високог босанскохерцеговачког крша. Зиме су дуге и хладне са снијегом који се дуго задржава и до 150. дана у години. Измијењено средоземна клима влада у јужном дијелу регије (Попово поље). Љета су дуга, топла и са мало падавина (260 сунчаних дана у току године). Љетне температуре су више него уз обалу Јадранског мора. Зиме су благе са доста падавина, прије свега кише. Типични представник ове климе је град Требиње. 
Биљни свијет предјела са средоземном климом чини макија. Клима погодује и великом броју различитих љековитих и ароматичних трава као што су зановијет, пелин, кадуља и вријесак. Поједине биљне културе, којих нема у другим дијеловима Републике Српске, овдје могу да успијевају. То су, на примјер, смоква и маслина.

## Воде и природна богатства
Ријечна мрежа регије је, у односу на остале регије Републике Српске, изузетно ријетка. У Фочанској мезорегији ријеке су површинске и већином припадају сливу Црног Мора. Највећа је Дрина, а потом Ћехотина и Неретва. 
- Дрина, ријека која обухвата источни дио Републике Српске и највећа ријека ове регије. Правац њеног тока је од југа ка сјеверу. Најљепши и најдужи кањон (24 km) је од Жепе до Клотијевца. На Дрини су изграђене три хидроелектране: Вишеград, Бајина Башта и Зворник. Лим и Рзав су десне притоке Дрине, а лијеве притоке су Прача и Дрињача са Јадром.
- Ћехотина, десна притока ријеке Дрине у коју се улијева у Фочи. Већим дијелом свог тока има планински карактер, те није баш пловна. Дуга је 125 km.

- Неретва, ријека која извире на Зеленгори, је једина ријека Фочанске регије која припада сливу Јадранског мора. Одликује се већим бројем хидроцентрала. Дуга је 225 km.

У Требињској мезорегији све ријеке припадају сливу Јадранског мора. Већина ових ријека су понорнице.
- Требишњица је највећа и најзначајнија ријека овог дијела Републике Српске. Била је најдужа понорница у Европи са дужином тока од 94 km. Настанком Билећког језера дужина Требишњице је смањена. Она понире у Поповом пољу, на територији Федерације Босне и Херцеговине, а поново извире код Дубровника (Хрватска) као ријека приморчица, Омбла, дуга 30 km.

Језера у регији су природна и вјештачка. Природна језера су ледничког поријекла и налазе се на високим планинама. Због бистре, чисте воде, често их зовемо „горске очи“. Највише их има на Зеленгори, чак девет. На Требишњици су двије хидроелектране чијом изградњом су настала два вјештачка језера. Билећко језеро је највеће језеро у Републици Српској и Босни и Херцеговини. Настало је изградњом бране Гранчарево, 1967. године (ХЕ Требиње 1). Дуго је 20 km и има површину од 33 km². Дубина му је различита с обзиром на промјену нивоа воде, а максимална је 104 метра. Горичко језеро је мање, а његова вода са хидротунелом (16 km) проводи до ХЕ Плат у Хрватској. У близини Гацка је и мало вјештачко језеро Клиње, на ријеци Врби. 
То је најстарије вјештачко језеро у Босни и Херцеговини. Настало је изградњом бране, 1896. године, за вријеме Аустроугарске окупације Босне и Херцеговине. Циљ изградње био је наводњавање Гатачког поља.
Природна богатства регије нису велика. Обрадивог, плодног земљишта је мало. Има га највише у крашким пољима гдје преовладава земља црвеница (terrarossa). Шумско богатство је велико, али само у Фочанској мезорегији. Водена снага Требишњице је искоришћена за добијање електричне енергије. Значајно минерално богатство представљају налазишта лигнита код Гацка и мрког угља код Миљевине. 

## Становништво
Требињско-фочанска регија је друга по површини у Републици Српској. Површина је 5848,36 km. По подацима пописа из 2013. године, имала је 100.269 становника. Густина насељености је 17 становника на километар квадратни. Регија се састоји од 10 општина. Статус града има само Требиње. Ово је најрјеђе насељена регија. Неки од разлога су: привредна неразвијеност у прошлости и данас, те сталне миграције изазване ратовима или тражењем услова за бољи живот. Природни прираштај регије је у сталном опадању, а у многим општинама је негативан. Многа села у овим општинама су остала без становништва или само са малим бројем, претежно старих људи. Дио становништва ове регије чини и избјегло српско становништво са подручја западне Херцеговине.
| Степен привредне развијености | Општина                                        |
| ----------------------------- | ---------------------------------------------- |
| Развијене општине             | Гацко, Требиње                                 |
| Средње развијене општине      | Билећа, Фоча                                   |
| Неразвијене општине           | Љубиње, Невесиње                               |
| Изразито неразвијене општине  | ПБерковићи, Чајниче, Источни Мостар, Калиновик |

## Привреда
Повољни природни услови: клима, плодно земљиште у крашким пољима, водена снага ријека, шумско и богатство угљем су добар предуслов за развој појединих привредних дјелатности. Друштвени услови, као и у осталим регијама, неповољно утичу на значајнији развој привреде.

### Пољопривреда
Пољопривреда регије има повољне услове за развој појединих грана. 
Земљорадња је карактеристична у крашким пољима, увалама и већим вртачама са плодном црвеницом као и у долини Дрине. Климатске прилике омогућавају узгој раног поврћа, нарочито у Требињској регији. Све више пажње се поклања и узгоју воћа (шљива, крушка, јабука, вишња), а нарочито винове лозе (Попово поље).
Сточарство је већином екстензивно, за личне потребе становништва. Још увијек је карактеристичан ,, изгон" стоке у планинске предјеле регије. У љетном, сушном дијелу године, стока се из нижих предјела изводи на високе планинске пашњаке Зеленгоре, Волујака и других високих планина. Сточари са стоком (овце, говеда) бораве у привременим сточарским насељима, која имају различите називе, катуни, колибе, станови, бачије. 
Шумарство има значајан извор сировина, квалитетног дрвета, нарочито у Фочанској мезорегији. И овдје је проблем финалне прераде дрвета јер су многа предузећа затворена. 

### Индустрија
Индустрија регије је неразвијена. Разлози су већином исти као и у осталим регијама Републике Српске. Ратна разарања су ову регију поштедела. Послијератне прилике, губитак тржишта, недостатак сировина, слабо изведена приватизација, утичу на стално опадање индустријске производње и незапосленост. Перспектива регије је у прехрамбеној индустрији, производњи млијека и млијечних прерађевина на бази домаћих сировина. Примјер су мљекари ,,Пађени" у Планој код Билеће и ,,Глоговац" у Невесињу. 

### Рударство
Рударство регије се заснива на резервама угља. У Миљевини је рудник мрког угља, а у Гацку басен лигнита. 

### Енергетика
Енергетика регије је најразвијенија и најзначајнија привредна дјелатност. Лигнит из Гацка, за производњу електричне енергије користи ТЕ Гацко. 
ХЕТ у Требињу је предузеће које се бави производњом електричне енергије у ХЕ Требиње 1 и Требиње 2. У плану је изградња система тунела и канала између појединих крашких поља која су периодично плављена (Невесињско, Дабарско, Фатничко). Њихова вода ће допуњавати Билећко језеро и допринијети несметаној и већој производњи електричне енергије и омогућавати наводњавање земљишта. Овај јединствен енергетски систем познат је под именом ,, Горњи хоризонти". У оквиру њега је предвиђена изградња и три мале ХЕ: Невесиње, Дабар и Билећа.

### Саобраћај
Саобраћај регије не задовољава потребе становништва и привреде. 
Жељезничких пруга нема. Цестовни саобраћај је једина веза регије са осталим дијеловима Босне и Херцеговине и Републике Српске као и са сусједним државама. Кроз регију пролазе дијелови магистралних путева који је повезују са Хрватском и Црном Гором:
- Европски пут М18: Источно Сарајево — Трново — Фоча — Хум — Црна Гора.
- Европски пут М20: Устипрача — Горажде — Гацко — Билећа — Требиње — Хрватска. Дионица ове саобраћајнице је скраћена и олакшана за саобраћај изградњом тунела испод превоје Чемерно.

### Туризам
Туризам Требињско-фочанске регије је све значајнија привредна дјелатност. 
Високе планине у Фочанској мезорегији су изузетно погодне за планинарење и алпинизам. У овој регији најстарији и највећи национални парк у Босни и Херцеговини, основан 1962. године. Обухвата кањонску долину Сутјеске, котлину Тјентиште и дијелове Маглића, Волујака и Зеленгоре. У оквиру парка је и ,, прашума" Перућица са очуваним биљним и животињским свијетом. Вјерски туризам у регији има све већи значај. Манастири Тврдош, Дужи и Петропавлов у Поповом пољу, Добрићево код Билеће, црква Успења Богородичиног у Чајничу и Херцеговачка Грачаница у Требињу су дио туристичке понуде. Спортско-рекреативни туризам (сплаварење Таром и Дрином), градски туризам (Требиње) и значајно историјско наслеђе (Тјентиште, Коритска јама, стећци) употпуњују значај туризма. 